# Polnische Vokalumlautung
Der lechische Umlaut (polnisch przegłos lechicki) oder auch polnischer Umlaut (polnisch przegłos polski) ist ein historischer Lautprozess, der bei den lechischen Dialekten des Gemeinslawischen bzw. der polnischen Sprache im 9. und 10. (möglicherweise auch noch im 11.) Jahrhundert stattfand.
Der Umlautprozess betraf ausschließlich die polnisch-polabisch-pomeranische Gruppe (die lechischen Dialekte) innerhalb des heutigen westslawischen Zweigs der slawischen Sprachen und setzte sich bis auf wenige Ausnahmen konsequent bei gegebenen Rahmenbedingungen durch, was durch mehrere schriftliche Quellen nach der Vollendung des Umlauts sowie die Nennung von Eigennamen in ausländischen Chroniken und Dokumenten vor der Vollendung des Umlauts belegt ist.
Der Kern des Umlauts ist eine prozesshafte Alternation der vorderen (palatalisierend wirkenden) Vokale e, ę und ě zu den hinteren (entpalatalisierten) Vokalen ’o, ’ǫ und ’a unter der Bedingung, dass auf den zu verändernden Vokal ein harter Vorderzungenkonsonant (t, d, n, s, z, r, l) folgt. Zusätzlich wurden unter gleichen Bedingungen zunächst die weichen Sonanten r̥’ und l̥’ zu r̥ und l̥ entpalatalisiert. Der Apostroph bedeutet die Palatalisierung des vorangehenden Konsonanten.
Durch den Umlaut der vorderen palatalen Vokale e, ę und ě zu den hinteren Vokalen o, ǫ und a treten hintere Vokale erstmals nach palatalisierten Konsonanten auf, wobei die die Palatalisierung dadurch nicht mehr Folge des nachfolgenden Vokals ist, sondern nun im engen Zusammenhang mit dem Konsonanten selbst steht.

## Übersicht
- ę + (t, d, n, s, z, r oder l)	→	ą + (t, d, n, s, z, r oder l)

	z. B. in der Gnesener Bulle: Zuantos (= Śv’ǫtoš́) aus der Wurzel * svętъ
- r’ + (t, d, n, s, z, r oder l)	→	r + (t, d, n, s, z, r oder l) 	dann →	ar + (…)

	z. B. * sr̥’na → * sr̥na → sarna
- l’ + (t, d, n, s, z, r oder l)	→	l (d. h. ł) + (t, d, n, s, z, r oder l)	dann → el + (…)

	z. B. vl̥’na → * vl̥na → velna
- e + (t, d, n, s, z, r oder l)	→	o + (t, d, n, s, z, r oder l)

	z. B. * berǫ → b́orę
- ě + (t, d, n, s, z, r oder l)	→	a + (t, d, n, s, z, r oder l)

	z. B. * věra → v́ara
Als weitere Beispiele lassen sich folgende Wörter anführen: *bedro > b́odro, *tělo > ćalo, *gvězda > gv́azda, *bělъ > b́alъ > b́aly.

## Ausbleiben des Umlauts
In einigen Ausnahmefällen ist der Umlaut nicht vollzogen worden, daher findet man im Polnischen häufig eine Vokal-Alternation:
urslawisches ě durch Umlaut zu a

urslawisches ě ohne Umlaut zu ’e
Beispiele für nicht vollzogene Umlaute sind:  *koběta > kob́eta (statt: kob́ata), *cěsaŕь > cesař (statt: casař)
In den meisten Fällen, in denen vermeintlich der Umlaut nicht vollzogen wurde, waren die Rahmenbedingungen für die Vollendung des Umlauts nicht gegeben. So konnte der dem Vokal nachfolgende Konsonant zweier Substantive mit demselben Wortstamm je nach deklinierter (gebeugter) Form palatal oder hart sein. Aus diesem Grund wurde der Umlaut in der einen Form vollzogen, in der anderen jedoch nicht.
Folgendes Beispiel stellt die oben veranschaulichte „Anomalie“ des Umlauts dar: urslaw. Nom. Sg. *věra > v́ara  aber  altpolnisch Lok. Sg. *o v́eŕe < o v́eře (durch die Palatalisierung des r im Lokativ)

## Verdrängung der Form mit Umlaut
In einigen Fällen fand der Umlaut erst statt (Quellen im Altpolnischen), wurde später aber wieder an die Ursprungsform angeglichen:
z. B. * cěna → altpolnisch cana → heute cena

## Doppelformen mit und ohne Umlautung
Andere Fälle beinhalten eine Koexistenz der Formen mit sowie ohne Vollendung des Umlauts. Diese haben jedoch signifikante Bedeutungsunterschiede bei einer gemeinsamen Etymologie
z. B. bieda (Armut) und biada (Ausruf der Klage), dzieło (Werk) und działo (Kanone, Geschütz)